# Gram Vikas
Gram Vikas — индийская неправительственная организация, занимающаяся развитием сельских районов страны.

## История
В 1971 году будущий основатель Gram Vikas Джо Мадиат возглавил группу из 400 волонтёров из Мадрасского университета, помогавшую в размещении в лагерях беженцев из соседнего Бангладеш, бежавших от войны. В то же время в Западной Бенгалии бушевали разрушительные тропические циклоны. Оба события не привлекали большого внимания общественности. Мадиат и группа из 40 оставшихся волонтёров продолжили работу и в 1979 году основали организацию Gram Vikas (в переводе с хинди — «развитие деревни»).
Gram Vikas реализует в деревнях проект MANTRA, направленную в первую очередь на проблемы санитарии и водоснабжения. Организация также борется с кастовой системой и неравенством полов и занимается распространением использования биогаза и вопросами лесоводства. Для реализации проекта под контролем Gram Vikas из средств жителей деревни формируется фонд, средства из которого идут на развитие поселения. За время работы проект был осуществлён в 1200 индийских деревнях, а также в двух поселениях в Танзании и Гамбии.
В 2006 году организация получила награду Фонда Сколла за социальное предпринимательство и одержала победу в Changemakers Competition, организованном фондом Ашока.